# Sent Jors d'Auribat
Sent Jors d'Auribat (en francès Saint-Geours-d'Auribat) és un municipi francès situat al departament de les Landes i a la regió de la Nova Aquitània.

## Demografia
| 1962                                       | 1968 | 1975 | 1982 | 1990 | 1999 | 2007 |
| ------------------------------------------ | ---- | ---- | ---- | ---- | ---- | ---- |
| 277                                        | 299  | 249  | 248  | 260  | 279  | 308  |
| Des de 1962: població sense dobles comptes |      |      |      |      |      |      |

## Administració
| Període   | Identitat          | Partit        |
| --------- | ------------------ | ------------- |
| 2001-2008 | Andrée Saubusse    |               |
| 2008-     | Monique De Chauton | Divers gauche |